# F. Bordewijk-prijs
De F. Bordewijk-prijs is een literaire prijs die jaarlijks door de Jan Campert-Stichting wordt toegekend aan de schrijver van het beste Nederlandstalige prozaboek. 
De prijs werd in 1948 ingesteld onder de naam Vijverbergprijs en is met ingang van de uitreiking van 1979 vernoemd naar de schrijver F. Bordewijk. Aan de prijs is een geldbedrag verbonden van 6000 euro (anno 2019).

## Gelauwerden
Vijverbergprijs
- 1948 - Jo Boer voor Kruis of munt
- 1949 - niet toegekend

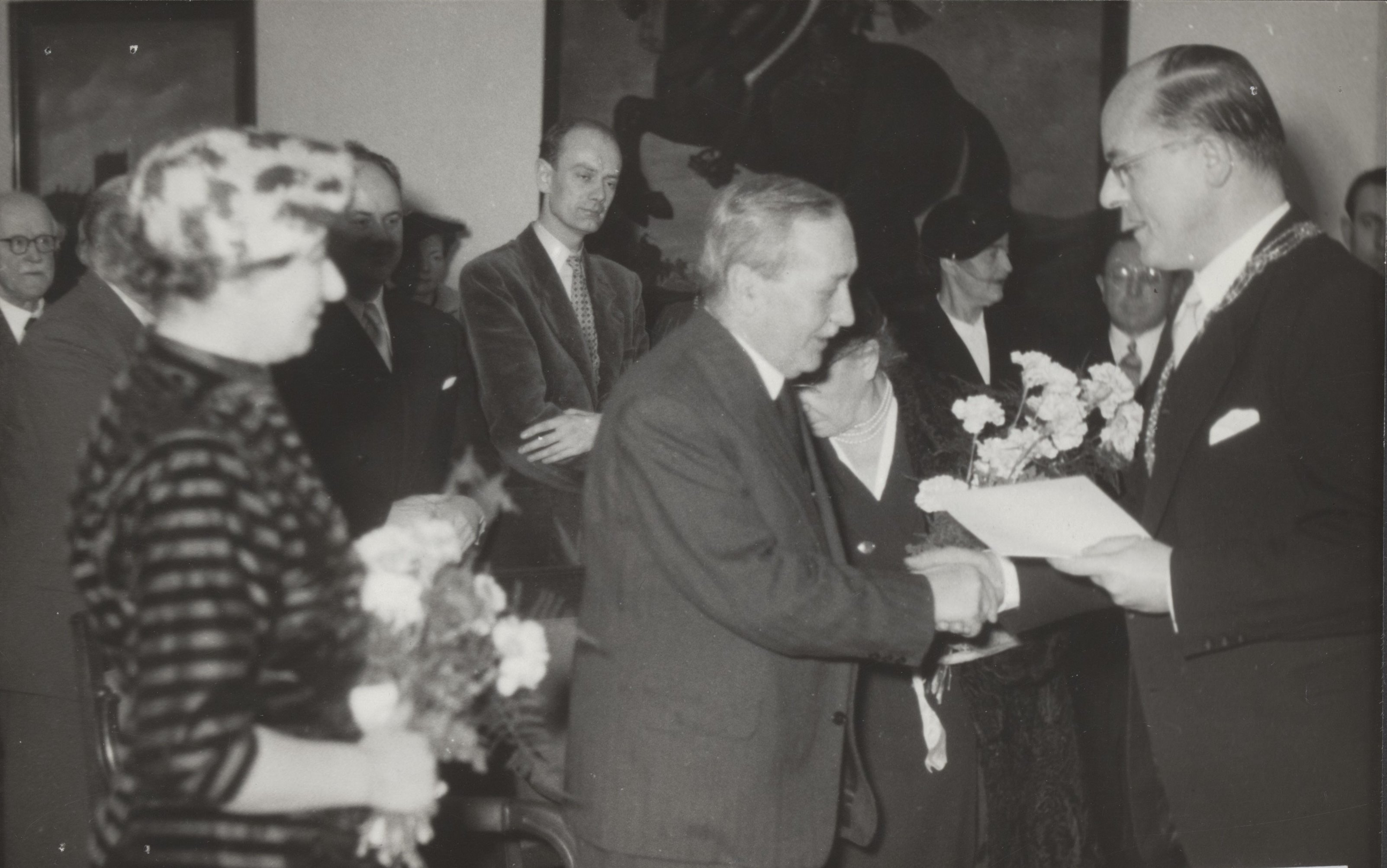
Mendels (links) (1950)

- 1950 - Josepha Mendels voor Als wind en rook
- 1951 - Theun de Vries voor Anna Casparii of Het heimwee
- 1953 - Albert Helman voor De laaiende stilte
- 1954 - Max Croiset voor het toneelstuk Amphitryon
- 1955 - niet toegekend
- 1956 - Albert van der Hoogte voor Het laatste uur
- 1957 - niet toegekend
- 1958 - Marga Minco voor Het bittere kruid
- 1959 - Jos. Panhuijsen voor Wandel in het water
- 1960 - niet toegekend
- 1961 - Boeli van Leeuwen voor De rots der struikeling

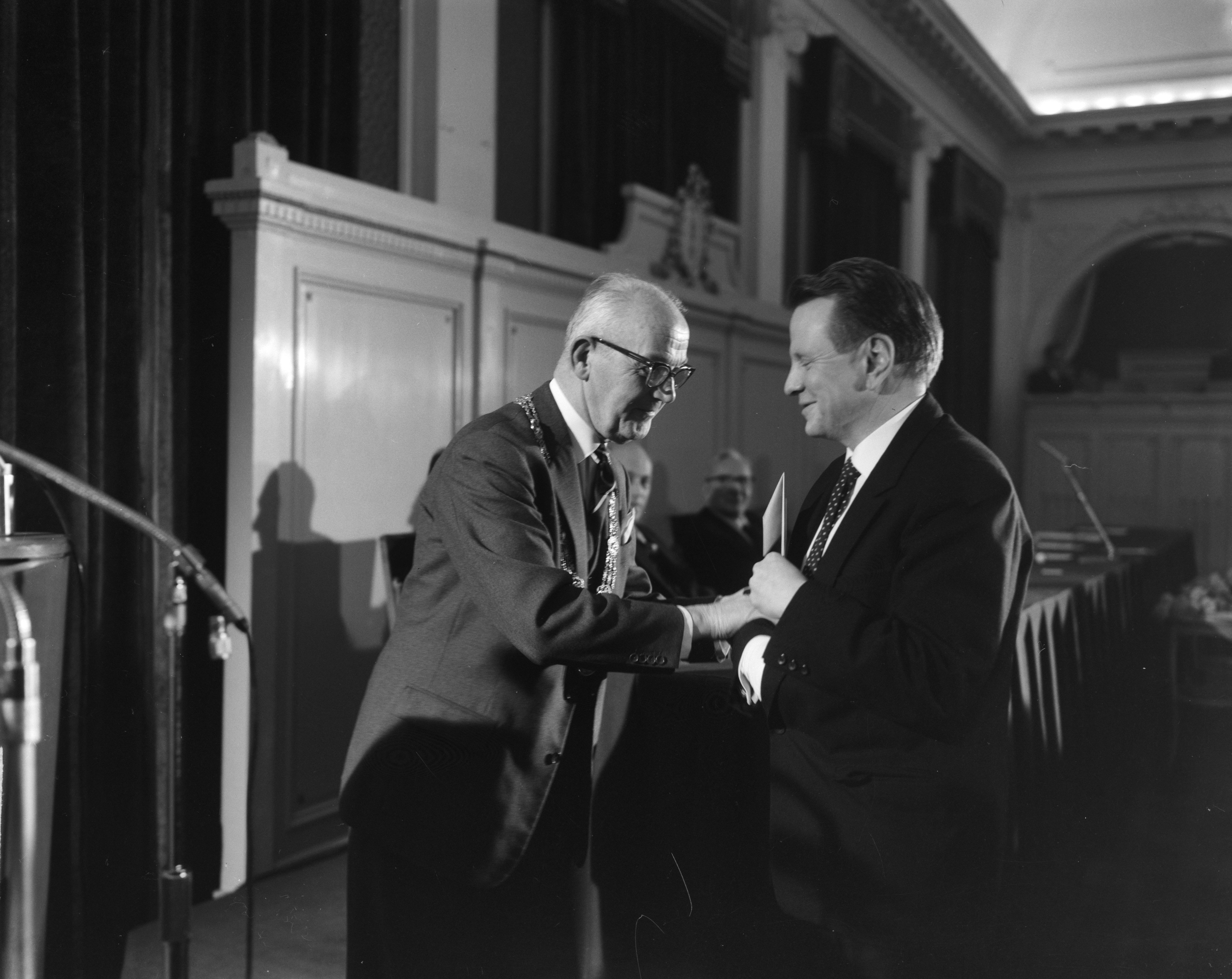
J.W. Holsbergen (1962)

- 1962 - J.W. Holsbergen voor De handschoenen van het verraad
- 1963 - Harry Mulisch voor De zaak 40/61
- 1964 - Jacques Hamelink voor Het plantaardig bewind
- 1965 - Alfred Kossmann voor De smaak van groene kaas
- 1966 - Willem Frederik Hermans voor Nooit meer slapen (niet aanvaard)
- 1967 - Jeroen Brouwers voor Joris Ockeloen en het wachten
- 1968 - Geert van Beek voor De steek van een schorpioen
- 1969 - Ivo Michiels voor Orchis militaris
- 1970 - Jaap Harten voor Garbo en de broeders Grimm
- 1971 - Bert Schierbeek voor Inspraak
- 1972 - Anton Koolhaas voor Blaffen zonder onraad
- 1973 - Kees Simhoffer voor Een geile gifkikker

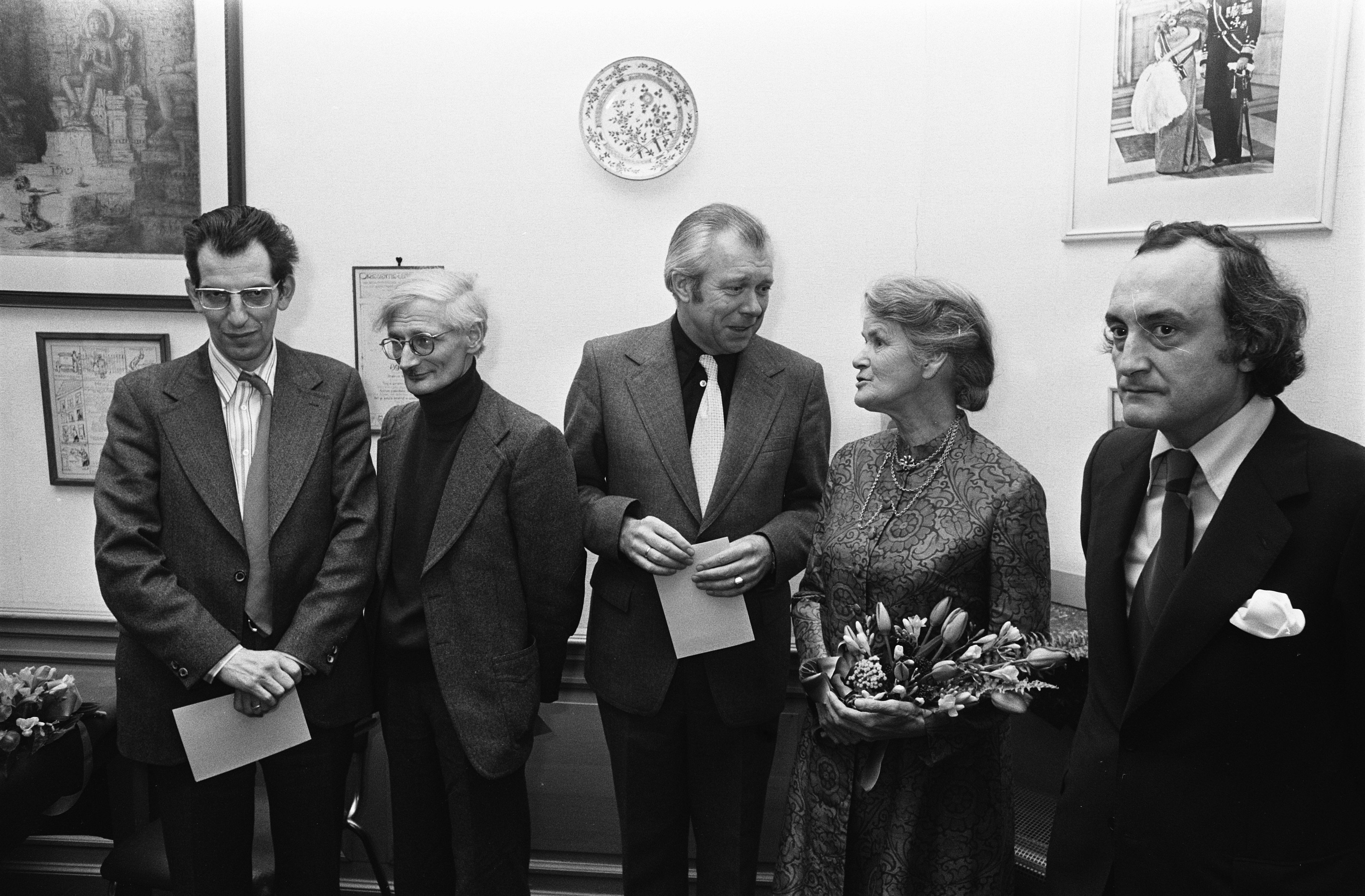
Kuik (2e van links) (1974)

- 1974 - William D. Kuik voor De held van het potspel
- 1975 - Daniël Robberechts voor Praag schrijven
- 1976 - Adriaan van der Veen voor In liefdesnaam
- 1977 - J. Bernlef voor De man in het midden
- 1978 - F.B. Hotz voor Ernstvuurwerk

F. Bordewijk-prijs
- 1979 - Willem Brakman voor Zes subtiele verhalen
- 1980 - Oek de Jong voor Opwaaiende zomerjurken
- 1981 - Cees Nooteboom voor Rituelen
- 1982 - F. Springer voor Bougainville
- 1983 - Willem G. van Maanen voor Het nichtje van Mozart
- 1984 - Armando voor Machthebbers
- 1985 - J.M.A. Biesheuvel voor Reis door mijn kamer
- 1986 - A.F.Th. van der Heijden voor De gevarendriehoek
- 1987 - Frans Kellendonk voor Mystiek lichaam
- 1988 - Hermine de Graaf voor Aanklacht tegen onbekend[1]
- 1989 - Jeroen Brouwers voor De zondvloed
- 1990 - Leo Pleysier voor Wit is altijd schoon
- 1991 - Jan Siebelink voor De overkant van de rivier
- 1992 - Jacq Vogelaar voor De dood als meisje van acht
- 1993 - Robert Anker voor De thuiskomst van kapitein Rob
- 1994 - Louis Ferron voor De walsenkoning
- 1995 - Nicolaas Matsier voor Gesloten huis
- 1996 - Wessel te Gussinklo voor De opdracht
- 1997 - J.J. Voskuil voor Meneer Beerta en Vuile handen
- 1998 - Helga Ruebsamen voor Het lied en de waarheid
- 1999 - Gijs IJlander voor Twee harten op een schotel
- 2000 - Peter Verhelst voor Tongkat; Een verhalenbordeel
- 2001 - Kees van Beijnum voor De oesters van Nam Kee
- 2002 - Stefan Hertmans voor Als op de eerste dag
- 2003 - L.H. Wiener voor Nestor

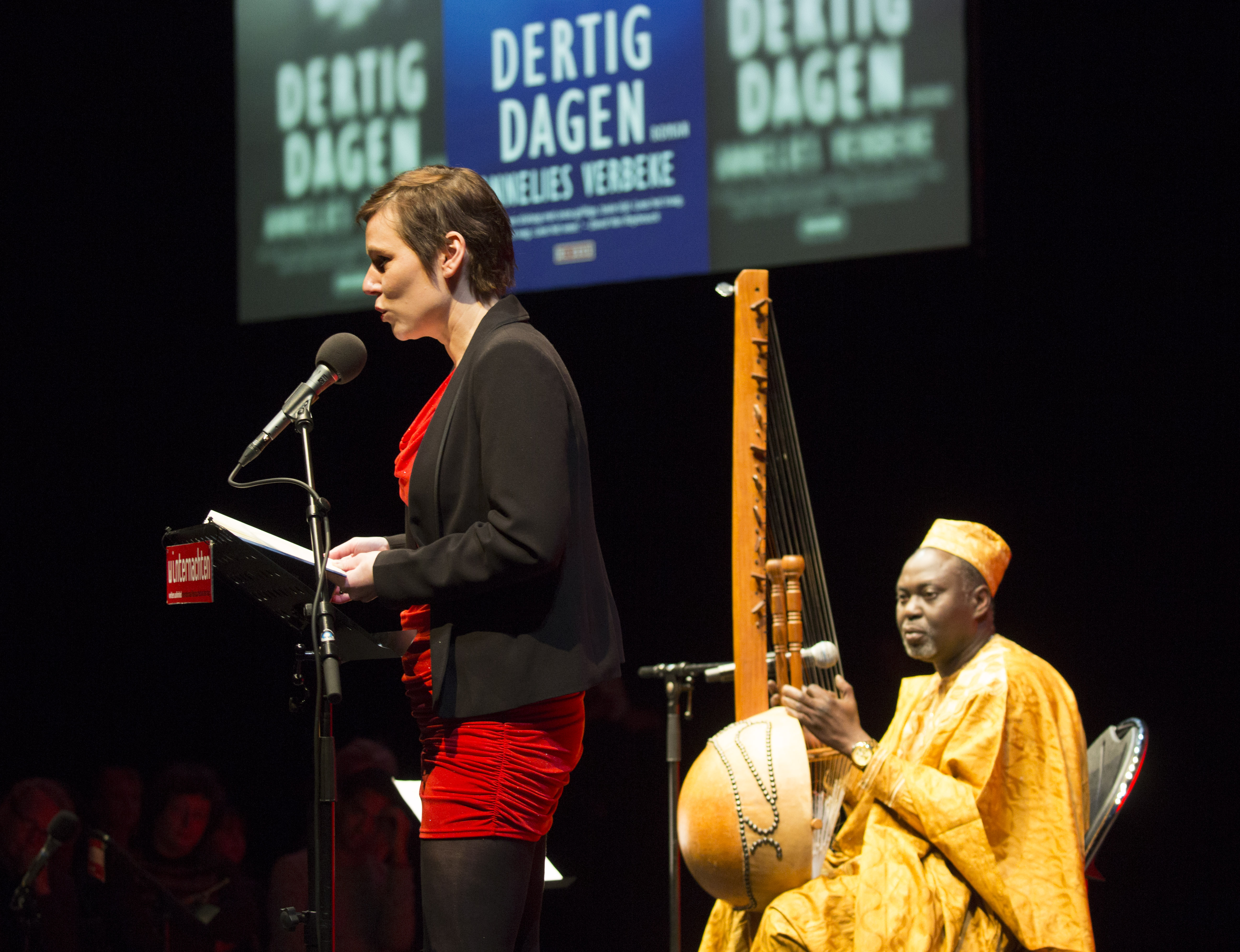
Annelies Verbeke (Bordewijkprijs 2015) en Lamin Kuyateh

- 2004 - Arnon Grunberg voor De asielzoeker
- 2005 - Paul Verhaeghen voor Omega Minor
- 2006 - Tommy Wieringa voor Joe Speedboot
- 2007 - Marcel Möring voor Dis
- 2008 - Doeschka Meijsing voor Over de liefde
- 2009 - Marie Kessels voor Ruw

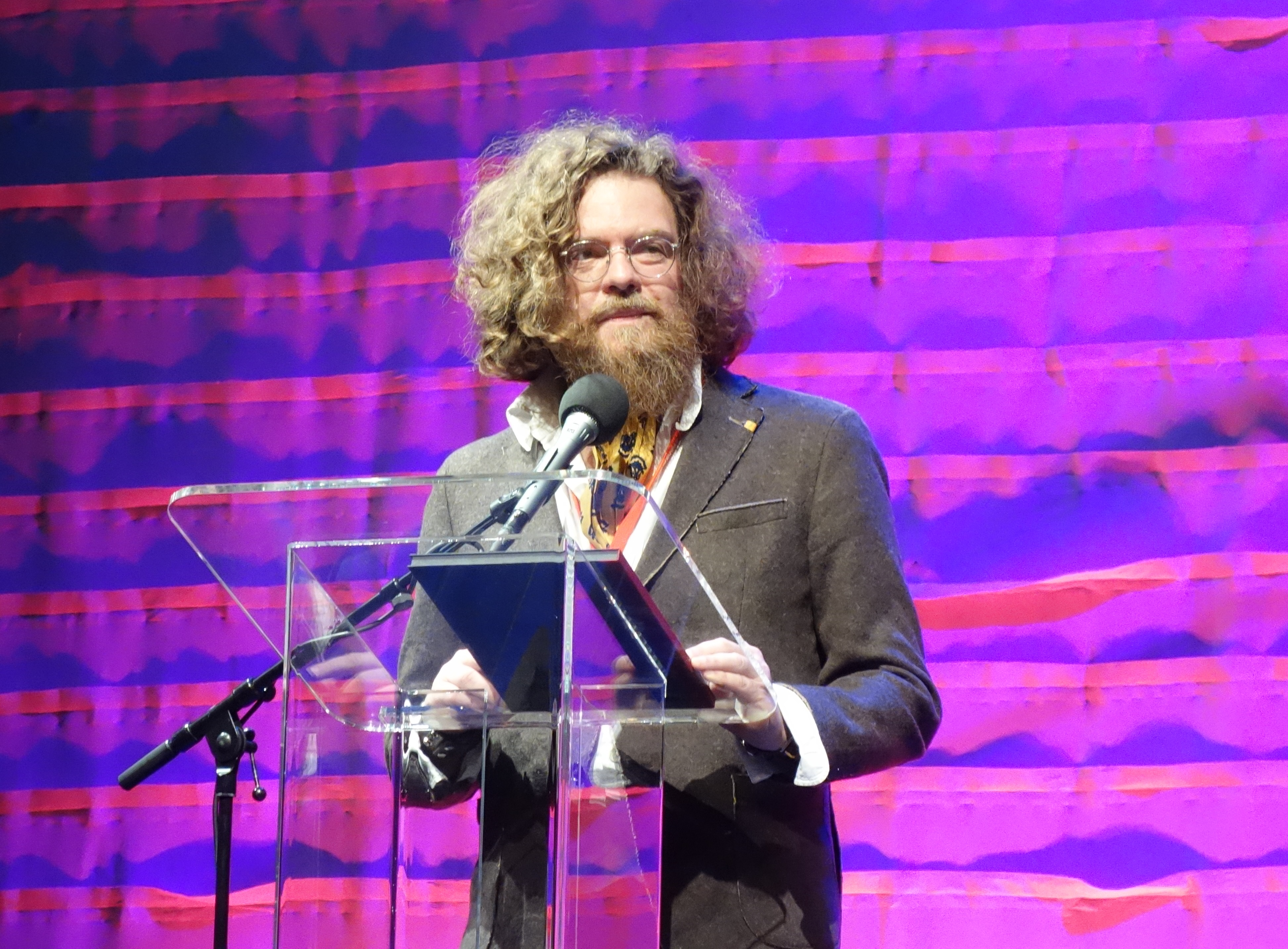
Jeroen Olyslaegers (Bordewijkprijs 2017)

- 2010 - Koen Peeters voor De bloemen
- 2011 - Gustaaf Peek voor Ik was Amerika
- 2012 - Stephan Enter voor Grip
- 2013 - Oek de Jong voor Pier en oceaan
- 2014 - Jan van Mersbergen voor De laatste ontsnapping
- 2015 - Annelies Verbeke voor Dertig dagen
- 2016 - Anton Valens voor Het compostcirculatieplan
- 2017 - Jeroen Olyslaegers voor WIL
- 2018 - Jan van Aken voor De ommegang
- 2019 - Marente de Moor voor Foon
- 2020 - Anjet Daanje voor De herinnerde soldaat
- 2021 - Marieke Lucas Rijneveld voor Mijn lieve gunsteling
- 2022 - Donald Niedekker voor Waarachtige beschrijvingen uit de permafrost
- 2023 - Tomas Lieske voor Niets dat hier hemelt
- 2024 - Marieke De Maré voor Ik ga naar de schapen